# Wahl zum Schwedischen Reichstag 1964
Die Wahl zur Zweiten Kammer des Schwedischen Reichstags 1964 fand am 20. September statt. Sie brachte nur geringe Veränderungen im Wahlverhalten. Mit Tage Erlander stellten die Sozialdemokraten weiterhin den Ministerpräsidenten einer Minderheitsregierung. Zweitstärkste Kraft wurden erneut die Liberalen.
Lediglich die Konservativen mussten größere Verluste hinnehmen. Ein Teil davon ging an die erstmals kandidierenden Christdemokraten, die mit 1,78 Prozent den Einzug in den Reichstag jedoch klar verfehlten.

## Wahlergebnis
- SKP: 8
- S: 113
- C: 33
- FP: 42
- H: 32

| Partei                            | Partei                                             | Parteivorsitzender                | Stimmen            | Stimmen | Stimmen | Mandatsverteilung | Mandatsverteilung |
| Partei                            | Partei                                             | Parteivorsitzender                |                    | %       | +− %    | Sitze             | +−                |
| --------------------------------- | -------------------------------------------------- | --------------------------------- | ------------------ | ------- | ------- | ----------------- | ----------------- |
|                                   | Socialdemokraterna (Sozialdemokraten)              | Tage Erlander                     | 2 006 923          | 47,27   | −0,54   | 113               | −1                |
|                                   | Folkpartiet (Volkspartei / rechtsliberal)          | Bertil Ohlin                      | 720 733            | 16,98   | −0,52   | 42                | +2                |
|                                   | Högerpartiet ((Rechts-)Konservative)               | Gunnar Heckscher                  | 582 609            | 13,72   | −2,85   | 32                | −7                |
|                                   | Centerpartiet (Zentrumspartei / agrarisch-liberal) | Gunnar Hedlund                    | 559 632            | 13,18   | −0,44   | 33                | +0                |
|                                   | Sveriges kommunistika parti (kommunistisch)        | Carl-Henrik Hermansson            | 221 746            | 5,22    | +0,74   | 8                 | +3                |
|                                   | Kristen demokratisk samling (Christdemokraten)     | Birger Ekstedt                    | 75 389             | 1,78    | +1,78   | —                 | —                 |
|                                   | Medborgerlig samling                               | Carl Göran Regnéll                | 64 807             | 1,52    | +1,52   | —                 | —                 |
|                                   | andere Parteien                                    | —                                 | 13 941             | 0,33    | +0,33   | —                 | —                 |
| gültige Stimmen / Sitze insgesamt | gültige Stimmen / Sitze insgesamt                  | gültige Stimmen / Sitze insgesamt | 4 245 780          | 100,00  |         | 228               | -5                |
| ungültige Stimmen                 | ungültige Stimmen                                  | ungültige Stimmen                 | 27 815             |         |         |                   |                   |
| Stimmen insgesamt                 | Stimmen insgesamt                                  | Stimmen insgesamt                 | 4 273 595 (83,9 %) |         |         |                   |                   |